# Цари Акшака
Цари Акшака — царская семитская династия, правившая в древнем городе Акшаке (северный Ирак) в период ок. 2500 до н. э. — 2315 до н. э. гг.
- Унзи
- Ундадибдид
- Зузу — ок. 2400 до н. э.
- Пузур-Сумукан
- Ишуэль
- Шу-Суэн